# 香港科技專上書院
香港科技專上書院（英語：Hong Kong Institute of Technology，簡稱HKIT 中文簡稱 科專），是一間於1997年在香港成立的大專院校。該校提供全日制與兼讀制課程，可頒授高級文憑的本地學歷。該校也設應用教育文憑課程。此外，該校還與海外院校合作，營辦通過本地學術評審之海外學士學位課程。

## 歷史
香港科技專上書院原為1997年設立的College of Info-Tech，後於2003年10月改為現名。香港科技專上書院為香港第一所非牟利大專院校，同時提供全日制與兼讀制課程。

### 科專護理學副學士課程爛尾事件
2008年該校發生「科專事件」，起因是該校在2005年未經護士管理局審批便開辦護理學副學士學位課程，雖然該校之後向護管局申請進行專業資格評審，但護管局在2006年及2007年兩度拒絕批出評審資格，惟科專繼續招收護理學學生，直到2008年首屆護理學副學士生即將畢業時，仍未能通過護士管理局的專業資格評審，畢業生無法在完成科專課程後申請註冊護士執照，畢業生於是向外界求助，事件因而曝光。護士管理局指科專的護理學副學士學位課程，在課程師資、實習安排、質素保證、教學語言和資源均有不足。在師資方面，護管局指課程的全職教師無法教導140名護士學生，而且只有兩名教師有教學經驗，但卻缺乏更新其臨床知識，其他教師雖有臨床經驗卻沒有教學經驗。這個事件也反映了首任特首董建華將副學士制度引進香港後產生的種種問題，而政府並沒有及時叫停學校的收生也引起了爭議。受影響的學生除了應屆畢業生，還有一年級及二年級護士學生，達到140人，最終醫院管理局開辦銜接課程接收受影響學生。

## 校長
創校及現任校長：時美真博士

## 副校長
- 郭始剛

## 校舍
- 深水埗總校
  - 九龍深水埗南昌街213號
- 長沙灣分校

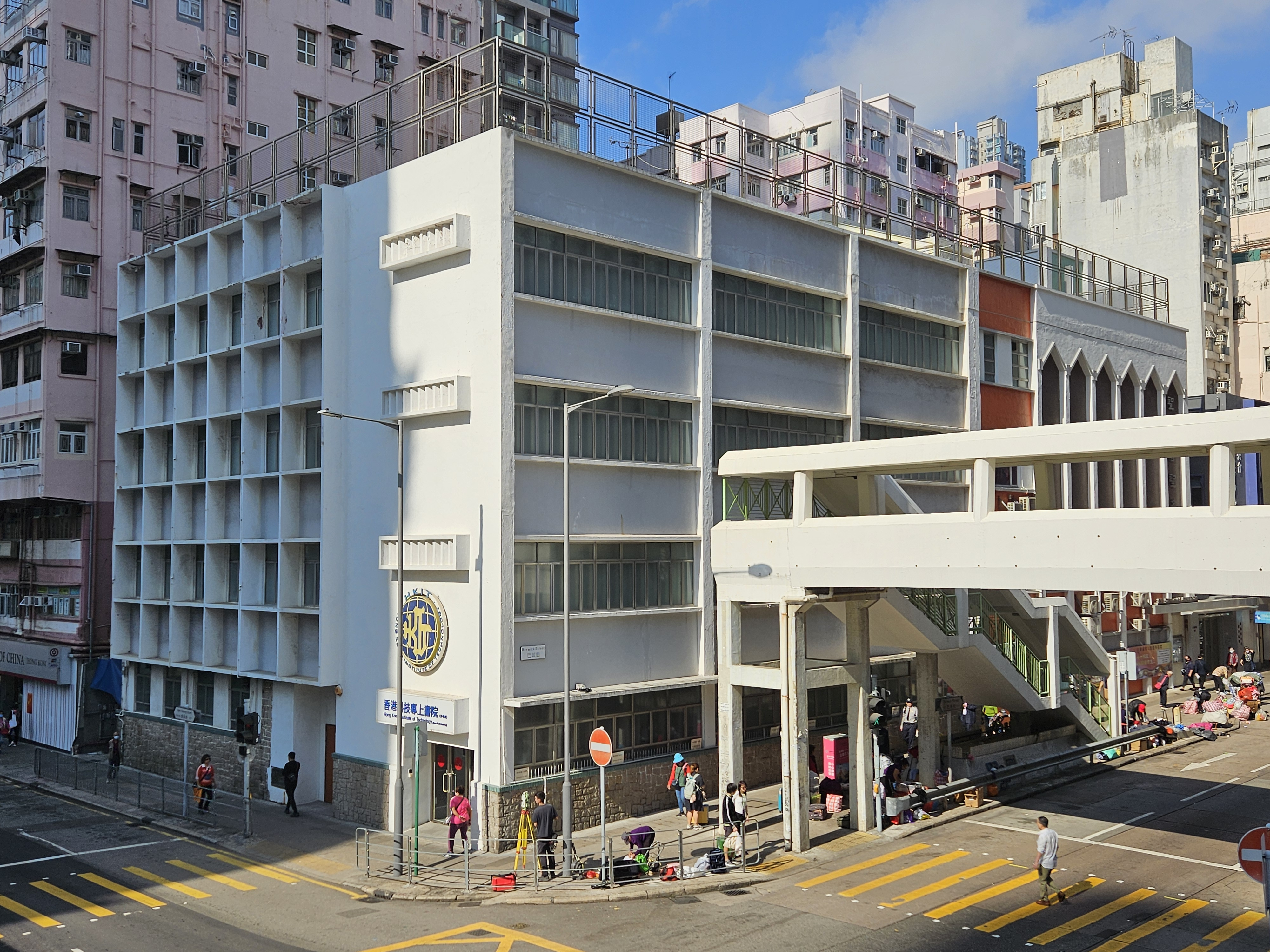
深水埗總校

  - 九龍長沙灣長沙灣道638號長盛豪苑地下A舖及1樓全層
- 上環分校
  - 香港上環摩利臣街10號宏基商業大廈5樓
- 觀塘分校
  - 九龍觀塘成業街6號泓富廣場3樓8-10室
- 天水圍分校
  - 天水圍天湖路1號樂湖居嘉湖新北江商場地下A118-119號舖
- 荃灣分校
  - 荃灣永順街38號海灣花園購物商場地下高層UG17-UG20號舖.
- 屯門分校
  - 屯門龍門路55-65號新屯門商場L2層76-80號舖
- 沙田分校
  - 沙田火炭樂景街2-18號銀禧薈6樓605號舖
- 將軍澳分校
  - 將軍澳貿業路8號新都城三期地下G30號舖
- 元朗分校
  - 新界元朗馬田路50號朗景臺地下2號鋪18部份
- 粉嶺分校
  - 新界粉嶺華心商場地下40號鋪

## 現有課程
以下課程以2024/25學年為準。
碩士學位課程
- 網絡安全理學碩士

學士學位課程
- 與西倫敦大學協辦:
  - 商業學（榮譽）文學士
  - 網絡保安（榮譽）理學士
  - 犯罪學、警務、鑑證調查（榮譽）文學士
- 與雷克斯汉姆大学協辦:
  - 商業及管理（榮譽）文學士
  - 款待、旅遊及活動管理（榮譽）文學士
  - 會計與財務（榮譽）文學士
  - 電腦學（榮譽）文學士

高級文憑課程
- 工商管理高級文憑
- 資訊科技（電腦學）高級文憑
- 網絡罪案及調查高級文憑
- 健康護理高級文憑

大專教育基礎文憑(DCFS)
應用教育文憑課程(DAE)
除了以上課程之外、該校尚有應用學習課程、短期課程、僱員再培訓課程等。

## 外部連結
- 官方网站